# Awesome (Band)
Awesome (dt. phantastisch) war eine englische Band, die 1993 gegründet wurde. Sie bestand aus den vier Mitgliedern Derek, Alex, Stevo und Steven, die in der Gegend von Ladbroke Grove im Norden von London aufwuchsen.

## Karriere
Die Band gründete sich anfangs unter dem Namen „Heart & Soul“, nannte sich später zu „Intrigue“, „'Nough said“ und auch zu „Alex and the Boys“ um. Nachdem sie jedoch nach einem Clubauftritt vom Moderator mit den Worten „You were awesome, awesome, awesome!“ gelobt wurden, entschieden sie sich, „Awesome“ auch zu ihrem Bandnamen zu machen. Die Mitglieder der Band sangen zuvor gemeinsam in einem Kirchenchor.
Im Herbst 1997 schafften sie mit der Coverversion Rumors (Original: Timex Social Club, 1986) in England und auch Deutschland ihren Durchbruch.
Die Band selbst sah sich als „das beste Beispiel dafür, dass verschiedene Rassen friedlich miteinander leben und zusammenhalten“, denn sie bestand aus zwei Schwarzen (Alex und Steven) und zwei Weißen (Stevo und Derek).

## Diskografie

### Studioalben
- 1998: The Future

### Singles
| Jahr | Titel Album        | Höchstplatzierung, Gesamtwochen, AuszeichnungChartplatzierungen (Jahr, Titel, Album, Platzierungen, Wochen, Auszeichnungen, Anmerkungen) | Höchstplatzierung, Gesamtwochen, AuszeichnungChartplatzierungen (Jahr, Titel, Album, Platzierungen, Wochen, Auszeichnungen, Anmerkungen) | Höchstplatzierung, Gesamtwochen, AuszeichnungChartplatzierungen (Jahr, Titel, Album, Platzierungen, Wochen, Auszeichnungen, Anmerkungen) | Höchstplatzierung, Gesamtwochen, AuszeichnungChartplatzierungen (Jahr, Titel, Album, Platzierungen, Wochen, Auszeichnungen, Anmerkungen) | Anmerkungen                            |
| Jahr | Titel Album        | DE | AT | CH | UK | Anmerkungen                            |
| ---- | ------------------ | --- | --- | --- | --- | -------------------------------------- |
| 1997 | Rumours The Future | DE16 (21 Wo.)DE | AT24 (8 Wo.)AT | CH34 (9 Wo.)CH | UK58 (2 Wo.)UK | Erstveröffentlichung: 13. Oktober 1997 |
| 1998 | Crazy The Future   | DE88 (3 Wo.)DE | — | — | UK63 (1 Wo.)UK | Erstveröffentlichung: März 1998        |